# NGC 6943
NGC 6943 ist eine Spiralgalaxie vom Hubble-Typ SBc im Sternbild Pfau am Südsternhimmel. Sie ist schätzungsweise 284 Millionen Lichtjahre von der Milchstraße entfernt und hat einen Durchmesser von etwa 165.000 Lichtjahren.
Im selben Himmelsareal befindet sich u. a. die Galaxie NGC 6945.
Die Supernovae SN 1998ew (Typ II) und SN 2005av (Typ IIn) wurden hier beobachtet.
Das Objekt wurde am 27. Juni 1835 von John Herschel entdeckt.